# Fabio González-Zuleta
Fabio González Zuleta (Bogotá, 2 de noviembre de 1920-17 de noviembre de 2011) fue un músico, compositor, pedagogo e instrumentalista colombiano.

## Trayectoria
Nació en Bogotá. El estilo compositivo del compositor y maestro colombiano Fabio González-Zuleta muestra influencias de las tendencias neoclásica y neorromántica del siglo XX. Inició su formación musical en Los Ángeles, California, antes de regresar a Bogotá, Colombia, su ciudad natal, para iniciar sus estudios de Órgano en la Universidad Nacional de Colombia. Recibió instrucción de Demetrio Haralambis y Egisto Giovanetti, organista italiano de la Catedral Primada de Bogotá entre 1920 y 1940, antes de graduarse en 1944.
Mientras enseñaba composición, Fabio ocupó la dirección del Conservatorio de Música entre 1957 y 1967, luego asumió el cargo de vicedecano de la Facultad de Artes entre 1967 y 1971. Escribió la banda sonora de las películas Almas indígenas y Valle de los Arhuacos de Vidal Rozo, así como la música para el montaje de El caballero de Olmedo de Lope de Vega. También estuvo muy involucrado en la investigación musical, trabajando con entidades como el Instituto Colombiano de Antropología y la Radiotelevisora Nacional en un esfuerzo por obtener datos etnológicos entre las comunidades chocoanas del Pacífico colombiano.
En 2003 el Conservatorio Superior de Música rindió homenaje a Fabio en honor a su trayectoria y su obra. Falleció el 17 de noviembre de 2011 en Bogotá a sus 91 años de edad.